# Shaker Mountain Wild Forest
La Shaker Mountain Wild Forest est une réserve forestière américaine située dans les comtés de Fulton et d'Hamilton, dans l'État de New York. Elle fait partie du parc Adirondack, dans les Adirondacks.